# Dinarski svet
Dinarski svet je ena od štirih geografskih makroregij Slovenije. Razprostira se na zahodnem, južnem in jugovzhodnem delu države.
Značilnost makroregije je prisotnost zakraselega sveta, ki je del Dinarskega gorstva ter obširnih gozdnatih planot. 
Dinarski svet se deli na dve submakroregiji:
- visoki dinarski svet in
- nizki kraški svet.

Med tipi pokrajin prevladujejo:
- dinarske planote
- dinarska podolja in ravniki.

Značilne dinarske kraške planote so Trnovski gozd, Snežnik, Bloke, Suha krajina. Med podoliji, bogatih s kraškimi polji in rekami ponikalnicami, so značilni Notranjsko, Ribniško-Kočevsko in Dolenjsko podolje.

## Geologija
Med kamninami so prisotne karbonatne kamnine, predvsem apnenec in dolomit, ponekod se pojavi tudi fliš. Zakraselo območje Dinarskega gorstva se nadaljuje tudi v sredozemsko makroregijo.

## Podnebje
Položaj dinarskih planot tvori naravno pregrado med Panonsko nižino in Jadranom, ki sili vlažne zračne mase k dviganju, povzroči na zahodni strani gorstev nadpovprečne količine padavin. Hkrati predstavljajo gorstva tudi mejo med celinskim in sredozemskim podnebjem. Največ padavin je v hladni polovici leta, predvsem novembra, decembra in januarja, najmanj pa julija in avgusta.

## Delitev
Po Gamsovi pokrajinsko-ekološki členitvi Slovenije, se opredeljuje dinarski svet tudi kot Dinarskokraška Slovenija, ki leži pretežno na jugu Slovenije.
Glede na značilnosti se dinarski svet nadalje deli na:
- Pivka
- Notranjsko podolje
- Krimsko višavje
- Bloke
- Ribniško-kočevska dolina
- Suha krajina
- Dolenjsko podolje
- Novomeška pokrajina
- Gorjanci
- Krimsko-Mokrško hribovje
- Bela krajina
- Banjšice
- Trnovski gozd
- Javorniki
- Snežnik
- Logaško polje
- Babno polje
- Kočevski rog
- Kočevje

## Povezave
- Dinarsko gorstvo
- Kraški pojavi
- Kras v Sloveniji
- Dinarskokraška Slovenija